# SBAR
SBAR（エスバー）は、迅速かつ適切なコミュニケーションを促進するための技法である。このコミュニケーションモデルは、特に医師や看護師などの医療現場職で普及している。SBARの名前は、Situation, Background, Assessment, Recommendation の頭文字から成り立つ。
具体的には以下の手順にて情報伝達される。
- 状況（Situation）, 「今何が起こっているか」[1]
- 背景（Background）, 「どのような事情がこの状況をもたらしたのか」[1]
- アセスメント（Assessment）, 「問題は何であるか」[1]
- 提案（Recommendation）, 「問題の修正のために、どうしたらよいと思うか」[1]

SBARは医療専門家間のコミュニケーションを、効果的にするための技法であり、これによって重要な情報を正確に伝達することが可能となる。SBAR形式を取ることで従事者間の情報伝達が、短く、整理され、予測可能になる。

## 歴史

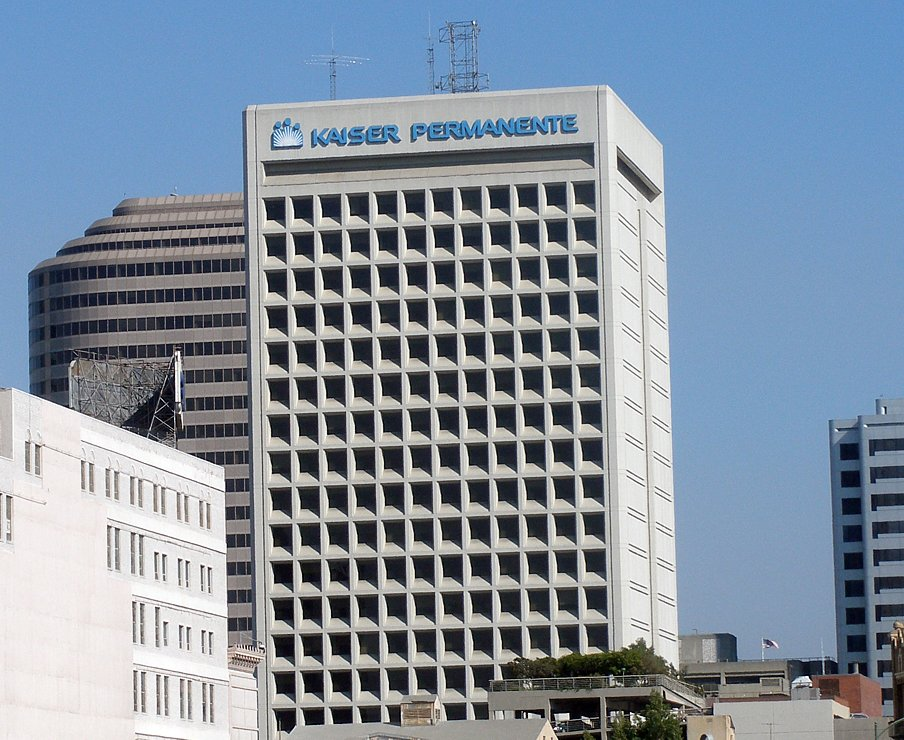
カイザーパーマネンテのビル

当初SBARは、米軍によって特に原子力潜水艦のために開発された。次に航空業界で使用され、それから医療においても同様のモデルが採用された 。2002年にはカイザーパーマネンテが、医療安全の技法として迅速対応チーム（RRT）に導入した、目的は、医療専門家間のコミュニケーションスタイルの違いに起因するコミュニケーションの問題を軽減することであった。それからSBARは、他の多くの医療機関に採用されるようになった。そして最も人気のある引継ぎ手順記憶法(ハンドオーバーニーモニックシステム)の1つとして使用されている。
現在では、医療コミュニケーションで広く推奨されている。たとえば、英国ロンドンの王立内科医協会（RCP）は、重病または悪化のリスクがある患者を治療する際に、医療チーム間でケアを引き継ぐ際にSBARを使用することを推奨している。

## 構成

### SBAR報告する前に
医療専門家がSBARコミュニケーションを始める前に、事前に準備すべきことがいくつかある。患者の徹底的な評価を行う必要がある。患者のカルテは、現在の投薬、アレルギー、点滴、処理のリストとともに手元にある必要がある。電話をかける前にバイタルチェックを完了し、患者のコードステータスを把握して報告する必要がある。

### 状況
Situationでは、何が起こっているのか、そしてなぜ医療専門家が必要なのかを明確にする。ここで医療専門家は、環境および患者の情報を得る。問題と懸念を特定し、その簡単な説明を提供する。患者に何が起こっているのか（What）、どのような経緯で患者に何かが起こっているのか（Why）を説明する部分である 。この段階のコミュニケーションの主な目標は、何が起こっているか（What is happening）を伝えることである。この要素は短く、10秒以内が推奨される。
医療専門家は、話している相手を特定し、さらに自己紹介（役職や役割を含む）、どこから電話をかけているのかを説明することが推奨される。名前、年齢、性別、入院理由など、患者に関する情報を提供することも重要である。最後に、医療専門家は患者の状態（胸痛や吐き気など）を伝えることとなる

### 背景
Backgroundでは、患者の入院の診断または理由、患者の病状、病歴を特定して提供することが目標である。Backgroundは、患者の受診理由や状況を判断する場所でもある。この段階では、患者のカルテの準備が整い、患者アセスメントに必要となる重要な医学的情報が提供される。医学的情報の例には、入院の日付および理由、最新のバイタルサインと通常のパラメーター以外のバイタルサイン、現在の投薬、アレルギー、検査室、コードステータス、およびその他の臨床的に重要な情報などがある。

### アセスメント
Assessmentでは、状況を調査して、最も適切な行動方針を決定する。医療専門家はこの段階で、現在の評価と医学的所見に基づいて、この問題についての自分の見解を述べる。 要求されない限り、不適切な情報は避けられます。

### 提案
Recommendationでは、この状況において必要なものについて、非常に正確で説明的な提案をする。目前の状況を修正できる可能性のある解決策を、医療専門家間で議論する。特に医師にアイデアを提案することは、看護師の苦手な部分でもありえる。したがって、何が求められていて、どれだけ緊急で、どのような行動を取る必要があるかを明確に述べることが最も重要となる。
事前準備はSBARの不可欠な部分であり、医療専門家は医師が尋ねる可能性のある質問に答えられるように事前に備えることが推奨される。別の同僚との話し合いが、これに役立つ場合がある。医師に連絡する前に、医療記録、投薬、投与記録、および患者フローシートに関する情報を調査することを強く勧められる。

## 臨床現場での使用例
以下は患者を効果的に評価および診断し、問題を修正するために、2人の看護師間のコミュニケーションを含む病院環境でSBARコミュニケーションがなされた直接的な例である。例におけるシチュエーションは、術前看護師からオペ看（メアリー）への会話である。

Situation: 「メアリー、こちらから数分後に足首骨折のポーターさんを、整復のために送ります。患者に起こった状況を知ってもらいたいのです。彼の感情的な状態が心配です。麻酔科医と外科医にも、私の懸念について警告しましたが、足を救うためにこの手術が必要なため、ドクターは手術することに同意しました。」
Background: 「患者は先週の金曜日に交通事故に遭い、妻は亡くなりました。患者の子供たちは全員、葬儀場で妻の埋葬の準備をしています。患者は生きたくないとコメントしています。彼のバイタルサインは安定しています。患者の足は冷たくて少しまだらです。私たちは患者に鎮静薬を与えました。」
Assessment: 「患者は感情的な状態であり、とくに特に麻酔導入と覚醒の時には、彼にとって非常に困難な時期になると思います。」
Recommendation: 「できるだけ早く患者に会い、麻酔導入時および麻酔からの覚醒時は、患者と一緒にいることを提案します。」

## 発展型

### ISBAR
上記SBARのS(Situation)からIdentity(識別)を分離、重要視させた手法。。Iは報告者と患者の識別をする項目で、従来のSBARにもあったが、区別。表記には、I-SBARもある。#臨床現場での使用例の「メアリー、こちらから数分後に足首骨折のポーターさんを、整復のために送ります。」の部分が該当する。

### ISBARC
上記ISBARにConfirmation(確認)を追加。ISBAR報告の後に、「承諾・復唱」の作業を追加した手順となる。表記には、I-SBARC,I-SBAR-C,ISBAR-Cもある。
例)

※#臨床現場での使用例のSBAR後
メアリー:「今から患者に会い、麻酔導入時および覚醒時はそばにいるようにします。」
Confirmation: 「麻酔導入時と覚醒時の両方でポーターさんのそばにいるのですね」

## 利点
詳細な患者情報の欠落を防止
(患者)引き渡し中のコミュニケーション・エラー対処研究の2013年レビューで報告された最大の問題は、「詳細な患者情報の欠落」であった。 この問題を克服する手段として、情報の提示にシステム化と構造化を適用することにより、SBARが、提案されている。
家族と患者の満足度と快適さの向上
SBARコミュニケーションモデルを使用すると、小児科病室ではより効果的で質の高い家族と患者の結果が得られる。ベッドサイドレポートを作成するときにSBARを使用すると、患者と家族の満足度が向上し、隔離状況の処置時の快適さレベルも向上する。 SBARを使用すると、看護師は病室外でレポートを作成する際により効果的になる。 SBARは、コミュニケーションで使用されるモデルであり、提供される情報とコミュニケーションの変動性に関する日課を標準化し、レポートを簡潔、客観的、適切なものにする。
患者が正確に自分の治療計画を把握
SBARを使用するもう1つの利点は、患者が自分の質問をする時間を持てるようになり、患者が自分の治療計画に関連する情報について正確な知識を得ることができることである。 SBARを使用すると、患者はシフトごとに看護師が誰であるかを完全に認識できる。これにより、シフトの変更中は常に周りに誰かがいることを知って、患者に安心感を与えることができる。
医師と看護師の関係改善、患者の健康状態改善
SBARの使用により、医師と看護師の関係が改善されただけでなく、患者の全体的な健康状態も劇的に向上した。これにより、入院と死亡が減少し、看護師と医師の間のコミュニケーションが効率的に改善され、予期しない死亡も減少した。看護師と医師の間のコミュニケーションの問題は、チームワークと相互作用のレベルが異なるため、効果のないコミュニケーションが出てくることである。
SBARは、入院を回避する方法を検討する品質改善プロジェクトで使用されている
。

## 欠点・制約
SBARコミュニケーションは、次のような特定の状況で問題が発生する。
受け手がSBARの概念に慣れていない場合 

徹底的な教育が必要
SBARは習得と実践が難しい概念であるため、必要なフォローアップを含む主題についての徹底的な教育が必要である。支援的な環境、ロールプレイング、スキル評価がプロセスに役立つ場合がある。
看護師の提案が弱点
SBARのR(提案)は看護師の弱点であることがわかっているので、提案にもさらに重点を置く必要がある。何をすべきかについて医師にアドバイスを与えることは、一部の看護師にとって威圧的であることがわかっている。
患者と家族を起こす必要性
ベッドサイドレポート内でSBARコミュニケーションモデルを使用することの不利な点は、ベッドサイドチャートの作業を行うときに患者と家族を起こさなければならないという問題である可能性がある。医療専門家と現場チームは、患者とその家族が目覚めず、ベッドサイドチャートに関与しないことを選択した場合、患者とその家族の決定に対処するための代替方法を見つける必要がある。
患者と家族間の慎重な情報の開示
ベッドサイドチャートでSBARを使用することのもう一つの欠点は、ベッドサイドチャートが行われる前後に患者と家族、患者または家族と共有されていない慎重となる話題や新しい情報を開示する問題である。これに代わる方法として、看護師がベッドサイドレポートの前後に新しい情報や機密情報を共有する計画を立てることができる。
他の患者への漏洩
ベッドサイドチャートでSBARコミュニケーションを利用すると、他の患者に聞き取られる可能性のある機密情報を患者と共有することにより、それ自体に不利益が生じる。 SBARが促進する効果的なコミュニケーションは、看護師や医師が患者と話し合い、患者とその家族がベッドサイドチャートへの参加について否定的な意見を持ち、最終的にSBARコミュニケーションモデルの使用を妨げる場合に、機密情報を開示する余地を残する。

## 関連文献
- Beckett, Cynthia D.; Kipnis, Gayle (September 2009). “Collaborative Communication: Integrating SBAR to Improve Quality/Patient Safety Outcomes”. Journal for Healthcare Quality 31 (5):  19–28. doi:10.1111/j.1945-1474.2009.00043.x. PMID 19813557.
- Denham, CR; Angood, P; Berwick, D; Binder, L; Clancy, CM; Corrigan, JM; Hunt, D (December 2009). “Chasing zero: can reality meet the rhetoric?”. Journal of Patient Safety 5 (4):  216–22. doi:10.1097/PTS.0b013e3181c1b470. PMID 22130214.
- Wacogne, Ian (September 2010). “Handover and note-keeping: the SBAR approach”. Clinical Risk 16 (5):  173–5. doi:10.1258/cr.2010.010043.